# Timise
La Timise ou Timize, est une créature imaginaire de l'île de La Réunion, département d'outre-mer français dans le sud-ouest de l'océan Indien. Il s'agirait d'une créature ailée de couleur noire qui pousse des cris effrayants, essentiellement de nuit, dans la région de Grand Bassin, un îlet très isolé.
Probablement inspirée par le Pétrel de Bourbon, oiseau endémique bien réel, la Timise se confond parfois avec Bébête Toute, autre créature volante du folklore réunionnais qui a elle-même à voir avec le personnage de Grand-mère Kalle.